# Лімфа

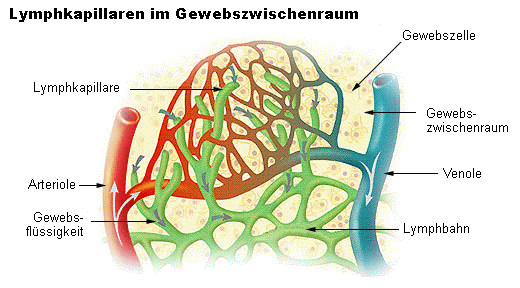
Червоне - артерії, синє - вени, зелене - лімфатичні капіляри, світло-коричневе - клітинна тканина.

Лімфа (від лат. lympha — чиста вода, волога) — прозора рідина, за своєю структурою схожа на плазму крові, проте не містить еритроцитів і тромбоцитів, але містить багато видів лімфоцитів, близько п'яти тисяч, та макрофагів (білі кров'яні тільця, що беруть участь в хімічному поглинанні чужорідних мікроорганізмів).
З капілярів лімфа надходить в лімфатичні судини, а потім у протоки і стовбури: ліворуч в грудну протоку (найбільша протока), лівий яремний і лівий підключичний стовбури; праворуч в праву лімфатичну протоку, правий яремний і правий підключичний стовбури. Протоки і стовбури впадають у венозний кут, а потім у верхню порожнисту вену. По дорозі до венозного кровотоку лімфа фільтрується у лімфатичних органах — селезінці, тимусі та лімфовузлах. На шляху лімфатичних судин розміщені лімфатичні вузли, які виконують бар'єрну й імунну роль.
Тиск в лімфатичних судинах нижчий ніж в кровоносних. Лімфа рухається повільніше ніж кров. Клітини стінок лімфатичних судин більш проникні, ніж стінки капілярів кровоносних судин, тому білки, які не потрапили в тканини з кровотоком (великий розмір білка завадив проникнути в капіляри), а також продукти життєдіяльності та складні білки, синтезовані у клітинах тканин, проникають до лімфатичних судин і повертаються до кровотоку. Система клапанів у великих судинах забезпечує потік лімфи лише в одному напрямку. Потік лімфи забезпечується скороченням навколосудинних м'язів.
Селезінка, тимус, лімфовузли складаються з лімфатичної тканини, скупчення якої, розташовані у тих ділянках організму, крізь які легко потрапляє чужорідний мікроорганізм. Наприклад кишковик, мигдалики, аденоїди. Бактерії та інші мікроорганізми, що потрапили до тканин, із потоком лімфи потрапляють в лімфовузли, де скупчення лімфатичної тканини перетинають лімфатичні шляхи і не дають пройти далі. У відповідь на потрапляння чужорідного організму, починають розмножуватись лімфоцити.
Функції лімфи — повернення білків, води і солей із тканин у кров. В організмі людини міститься 1-2 літри лімфи. Лімфатична система бере участь у створенні імунітету, захищає організм від хвороботворних мікробів. Лімфатичними судинами, у разі зневоднення та загального зниження захисних сил імунітету, можливе поширення паразитів: найпростіших, бактерій, вірусів, грибків та інших, що називають лімфогенним шляхом розповсюдження інфекції, інвазії або метастазування пухлин.
Гістопатологічне дослідження лімфатичної системи використовується як скринінговий інструмент для аналізу імунної системи у поєднанні з патологічними змінами в інших системах органів та клінічною патологією для оцінки стану захворювання. Хоча гістологічна оцінка лімфатичної системи безпосередньо не вимірює імунну функцію, вона може поєднуватися з ідентифікацією хімічних біомаркерів для визначення основних змін у хворій імунній системі.